# بريلي لاتوكونسينا
بريلي ماهاتي لاتوكونسينا (بالإندونيسية: Prilly Mahatei Latuconsina)‏ أو بريلي لاتوكونسينا (بالإندونيسية: Prilly Latuconsina)‏ ممثلة ومغنية إندونيسية وسيدة أعمال من مواليد 15 أكتوبر 1996.

## روابط خارجية
- بريلي لاتوكونسينا على موقع IMDb (الإنجليزية)